# F型肝炎
F型肝炎（Fがたかんえん、英: hepatitis F）は、ウイルス性肝炎の一種で、肝炎との関連が考えられているあるウイルスが原因だと仮定されている。
1994年に、Dekaらは、新種のウイルス粒子が輸血後・非A・非B・非C・非E型肝炎患者の糞便から発見されたと報告した。
インドのアカゲザルでの実験で、血流にこれら粒子を注入することにより肝炎が引き起こされ、このウイルスはF型肝炎またはトガウイルスと呼ばれた。
その後の研究では、ウイルスの存在の再確認に失敗したため、このウイルスは「伝染性肝炎の原因(Kelly & Skidmore 2000)」のリストから削除されている。
次に確定した肝炎ウイルスは、G型肝炎である。